# Fameck
Fameck est une commune du Nord-Est de la France, dans le département de la Moselle, en Lorraine, en région Grand Est, près de Thionville et de la frontière franco-luxembourgeoise.
Ses habitants sont appelés les Fameckois / Fameckoises.

## Géographie
| Serémange-Erzange  | Florange       | Uckange   |
| Hayange Ranguevaux | Fameck         | Richemont |
|                    | Vitry-sur-orne | Gandrange |

La ville de Fameck se situe dans la partie sud de l'arrondissement de Thionville (canton de Fameck), en partie basse de la vallée de la Fensch. Son finage de 1 245 ha s'inscrit sur les côtes de Moselle et l'on y observe l'organisation territoriale caractéristique des paysages lorrains de Cuesta.
Le plateau (390 m) et la partie supérieure de la côte sont dominés par une forêt du type hêtraie-chênaie, la partie intermédiaire est occupée par des vergers, alors que la partie inférieure (150 m) l'est par l'habitat et les terres agricoles. Cette organisation "traditionnelle" est encore celle que l'on observe aujourd'hui dans les hameaux de Budange et de Edange (2 des 5 villages qui composent la commune).
En termes de réseau routier, la ville se situe à la conjonction de l'A30 et de la VR 52 qui sera prochainement reliée à l'A4, ce qui lui confère un positionnement stratégique. Dans cette zone carrefour de la commune, les zones d'activités (Sainte-Agathe) et commerciale (La Feltière), connaissent un développement certain. De nombreuses enseignes commerciales nationales s'y sont installées encore récemment.
La géographie urbaine de la ville s'organise actuellement autour d'un cœur de ville occupé par de l'habitat dense avec de nombreux logements dits sociaux (quartiers dits de Rémelange), une place à vocation commerciale où se tient tous les samedis un marché réputé ainsi qu'un parc paysager et des équipements à vocation administrative (mairie) ou sociale (centres sociaux, EHPAD, locaux associatifs...).
Sur les marges de cet espace central, l'habitat est plutôt pavillonnaire ancien ou plus récent, en particulier dans le Domaine de la Forêt (nouveau quartier situé à l'arrière de la mairie). Dans les hameaux de Budange et d'Edange, situés dans la partie sud de la ville, le bâti et l'occupation du sol confèrent une dimension plus rurale aux paysages que l'on y observe.
Les fonctions éducatives sont également très bien représentées puisque l'on retrouve sur le ban communal un lycée général (lycée Saint-Exupéry), reconnu notamment pour son conventionnement avec l'Institut d'Études Politiques de Paris (Convention ZEP), un lycée professionnel (lycée Jean-Macé), un collège (collège Charles-de-Gaulle, anciennement La Feltière), quatre écoles primaires et sept écoles maternelles.
La ville de Fameck compte au dernier recensement une population de 14 236 habitants.

### Hydrographie

#### Réseau hydrographique
La commune est située dans le bassin versant du Rhin au sein du bassin Rhin-Meuse. Elle est drainée par le ruisseau le Kribsbach et le ruisseau du Moulin de Brouck.

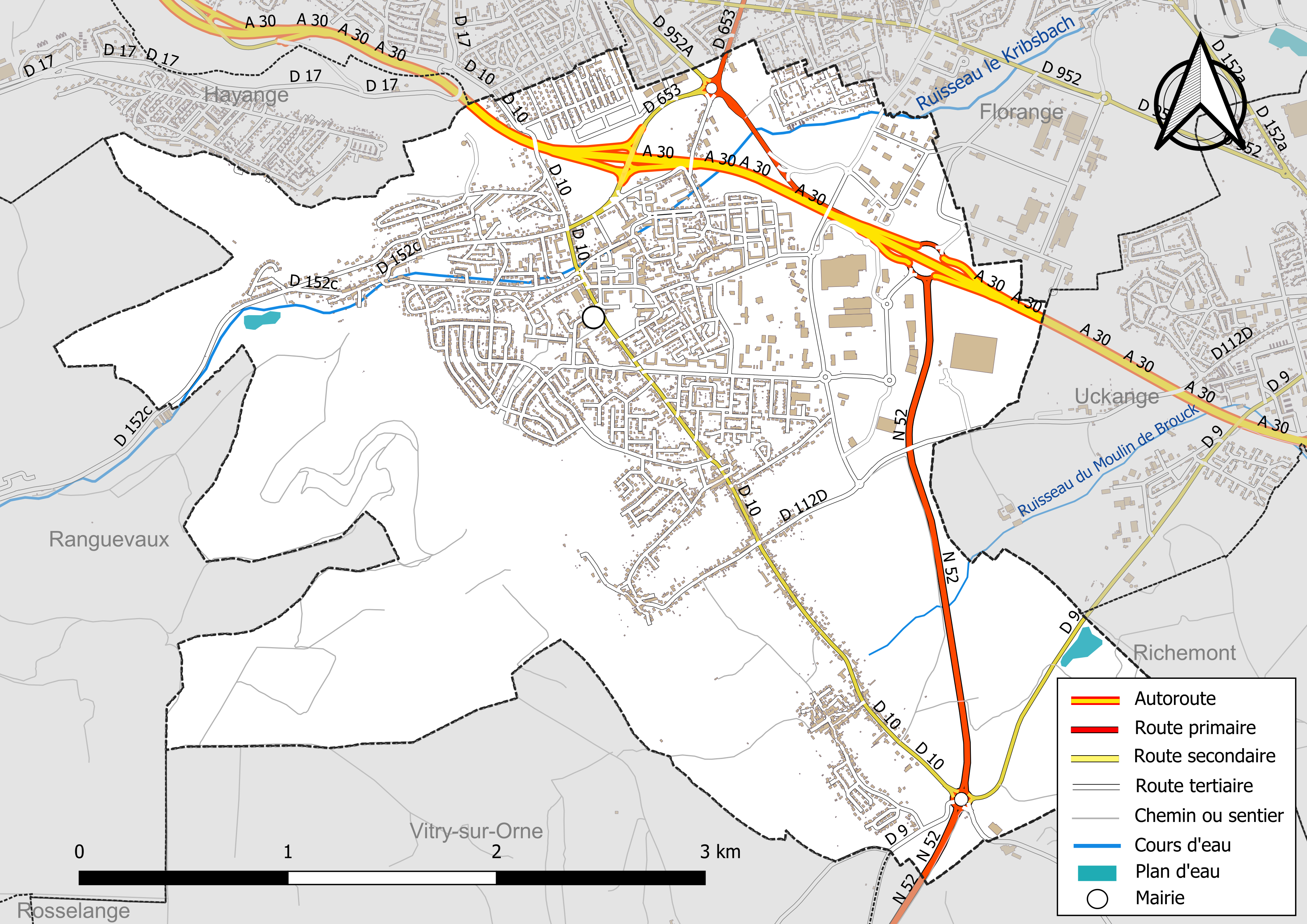
Réseaux hydrographique et routier de Fameck.

#### Gestion et qualité des eaux
Le territoire communal est couvert par le schéma d'aménagement et de gestion des eaux (SAGE) « Bassin ferrifère ». Ce document de planification, dont le territoire correspond aux anciennes galeries des mines de fer, des aquifères et des bassins versants associés, d'une superficie de 2 418 km2, a été approuvé le 27 mars 2015. La structure porteuse de l'élaboration et de la mise en œuvre est la région Grand Est. Il définit sur son territoire les objectifs généraux d’utilisation, de mise en valeur et de protection quantitative et qualitative des ressources en eau superficielle et souterraine, en respect des objectifs de qualité définis dans le SDAGE  du Bassin Rhin-Meuse.

### Climat
Pour des articles plus généraux, voir Climat du Grand Est et Climat de la Moselle.
En 2010, le climat de la commune est de type climat de montagne, selon une étude du Centre national de la recherche scientifique s'appuyant sur une série de données couvrant la période 1971-2000. En 2020, Météo-France publie une typologie des climats de la France métropolitaine dans laquelle la commune est exposée à un climat semi-continental et est dans la région climatique Lorraine, plateau de Langres, Morvan, caractérisée par un hiver rude (1,5 °C), des vents modérés et des brouillards fréquents en automne et hiver.
Pour la période 1971-2000, la température annuelle moyenne est de 9,6 °C, avec une amplitude thermique annuelle de 16,6 °C. Le cumul annuel moyen de précipitations est de 795 mm, avec 13,3 jours de précipitations en janvier et 9,2 jours en juillet. Pour la période 1991-2020, la température moyenne annuelle observée sur la station météorologique de Météo-France la plus proche, « Malancourt », sur la commune d'Amnéville à 5 km à vol d'oiseau, est de 10,2 °C et le cumul annuel moyen de précipitations est de 884,1 mm. 
La température maximale relevée sur cette station est de 39,3 °C, atteinte le 25 juillet 2019 ; la température minimale est de −17,9 °C, atteinte le 5 janvier 1985,,.
| Mois                                  | jan.             | fév.             | mars           | avril           | mai             | juin            | jui.           | août           | sep.           | oct.            | nov.             | déc.             | année      |
| ------------------------------------- | ---------------- | ---------------- | -------------- | --------------- | --------------- | --------------- | -------------- | -------------- | -------------- | --------------- | ---------------- | ---------------- | ---------- |
| Température minimale moyenne (°C)     | −0,4             | −0,3             | 2,2            | 4,9             | 8,5             | 11,5            | 13,6           | 13,4           | 10,2           | 7,1             | 3,2              | 0,6              | 6,2        |
| Température moyenne (°C)              | 1,8              | 2,7              | 6,3            | 10              | 13,7            | 16,9            | 18,9           | 18,7           | 14,8           | 10,4            | 5,7              | 2,6              | 10,2       |
| Température maximale moyenne (°C)     | 4,1              | 5,8              | 10,4           | 15              | 18,8            | 22,2            | 24,3           | 24             | 19,4           | 13,8            | 8,1              | 4,6              | 14,2       |
| Record de froid (°C) date du record   | −17,9 05.01.1985 | −15,6 07.02.1991 | −14,6 01.03.05 | −6,1 12.04.1986 | −1,4 06.05.1979 | −0,1 05.06.1991 | 2,9 22.07.1980 | 2,9 24.08.1980 | 1,3 07.09.1985 | −3,4 24.10.03   | −10,8 23.11.1998 | −15,5 03.12.1973 | −17,9 1985 |
| Record de chaleur (°C) date du record | 15,2 05.01.1999  | 20,9 27.02.19    | 25,6 31.03.21  | 27,9 21.04.18   | 32,4 28.05.17   | 35,4 26.06.19   | 39,3 25.07.19  | 38,2 08.08.03  | 33,1 15.09.20  | 26,2 10.10.1979 | 21,1 02.11.20    | 15,6 17.12.15    | 39,3 2019  |
| Précipitations (mm)                   | 85,9             | 70,2             | 67,5           | 52,6            | 67,9            | 68,4            | 70,7           | 69,5           | 69,6           | 79,7            | 81,7             | 100,4            | 884,1      |

| Diagramme climatique                                  |             |             |           |             |              |              |            |              |             |            |             |
| J                                                     | F           | M           | A         | M           | J            | J            | A          | S            | O           | N          | D           |
| 4,1−0,485,9                                           | 5,8−0,370,2 | 10,42,267,5 | 154,952,6 | 18,88,567,9 | 22,211,568,4 | 24,313,670,7 | 2413,469,5 | 19,410,269,6 | 13,87,179,7 | 8,13,281,7 | 4,60,6100,4 |
| Moyennes : • Temp. maxi et mini °C • Précipitation mm |             |             |           |             |              |              |            |              |             |            |             |

Les paramètres climatiques de la commune ont été estimés pour le milieu du siècle (2041-2070) selon différents scénarios d'émission de gaz à effet de serre à partir des nouvelles projections climatiques de référence DRIAS-2020. Ils sont consultables sur un site dédié publié par Météo-France en novembre 2022.

## Urbanisme

### Typologie
Au 1er janvier 2024, Fameck est catégorisée grand centre urbain, selon la nouvelle grille communale de densité à sept niveaux définie par l'Insee en 2022.
Elle appartient à l'unité urbaine de Thionville, une agglomération intra-départementale regroupant douze  communes, dont elle est une commune de la banlieue,,. Par ailleurs la commune fait partie de l'aire d'attraction de Luxembourg (partie française), dont elle est une commune d'un pôle secondaire,. Cette aire, qui regroupe 115 communes, est catégorisée dans les aires de 700 000 habitants ou plus (hors Paris),.

### Occupation des sols
L'occupation des sols de la commune, telle qu'elle ressort de la base de données européenne d’occupation biophysique des sols Corine Land Cover (CLC), est marquée par l'importance des territoires artificialisés (38 % en 2018), en augmentation par rapport à 1990 (27,3 %). La répartition détaillée en 2018 est la suivante : 
zones urbanisées (32,6 %), forêts (31,9 %), terres arables (9,8 %), cultures permanentes (8,4 %), zones agricoles hétérogènes (6,7 %), zones industrielles ou commerciales et réseaux de communication (5,3 %), prairies (2,9 %), milieux à végétation arbustive et/ou herbacée (2,3 %). L'évolution de l’occupation des sols de la commune et de ses infrastructures peut être observée sur les différentes représentations cartographiques du territoire : la carte de Cassini (XVIIIe siècle), la carte d'état-major (1820-1866) et les cartes ou photos aériennes de l'IGN pour la période actuelle (1950 à aujourd'hui).

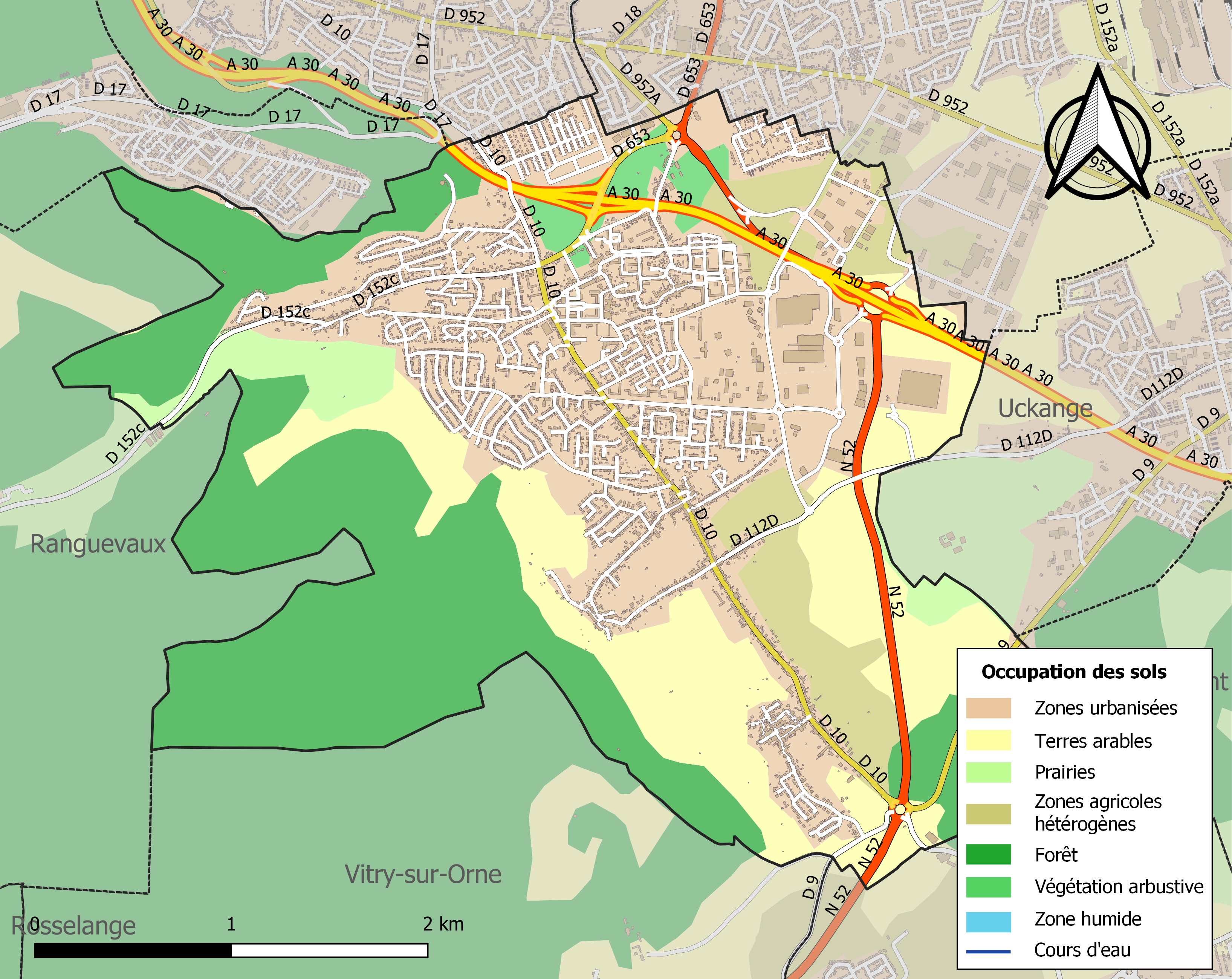
Carte des infrastructures et de l'occupation des sols de la commune en 2018 (CLC).

## Toponymie
Anciennes mentions : Faulmacher seu Folmaris curte ou Faulmacher seu Folmaris curtis, (Xe siècle) ; Falmacres (1157) ; Faumacres (1186) ; Famequm (1188) ; Famusch (1238) ; Failmacrem (1295) ; Velmachren (1473) ; Velmacher (1528) ; Velmacheren (1537) ; Famesch, Falmachra, Folmara, Phamech (1544) ; Fomach (1594) ; Famach (1689) ; Famecq (1749) ; Famech (1755 et 1801) ; Falmacre (1756). En francique lorrain : Famesch et Felmer. En lorrain roman : Faumèc.
Le toponyme Fameck est issu de Folmarocurtis ou Folmaromaceria, c'est-à-dire du nom de personne Folmar suivi du latin curtis (court) ou maceria, qui correspond au français maizière(s) et à l'allemand macher(en),. Le terme macher ou sa variante macheren étant dans les mentions du Xe siècle, 1473, 1528 et 1537. Par ailleurs, la forme macre(s) présente en 1157, 1186 et 1756, est possiblement une francisation médiévale du mot vieux-allemand mahhōn (macher en allemand). Sachant que par exemple Rodemack est mentionné Rodemacher et Rodemacre en 1544, ainsi que Rodenmacheren en 1243 et Rodemacres en 1294. De plus, le mack dans Rodemack est également présent dans une ancienne forme non datée de Fameck, celle-ci étant Famack.
Durant le XIXe siècle, Fameck était également connu au niveau postal sous l'alias de Felmer.

### Autres lieux de la commune
- Budange : Bodingias (959), Boudanges (1550-52), Beudange (1680)[17], Budange sous Justemont (1793). En francique lorrain Biddéngen[20] et Büdder.
- Edange : Adingias (959), Aidingen (1680). En allemand Edingen[17]. En francique lorrain Edéngen[20].
- Morlange : Morlingias (959), Morlingas (982), Morlinga (1009). En allemand Moerlingen[17]. En francique lorrain Murléngen[20] et Morler.
- Rémelange : Rumeliacum (855), Remelangues (1250), Remelenges (1461). En allemand Remelingen[17]. En francique lorrain Remléngen[20].

### Sobriquets
Surnoms sur les habitants : Les noillons (les noyaux), Les talons wéraux (les loups-garous).

## Histoire
La commune de Fameck est formée de cinq anciens hameaux : Rémelange, Budange, Edange, Morlange-lès-Rémelange et Fameck dont les noms apparaissent respectivement de 855 à 1157. C’est ainsi que Fameck et ses « annexes » comptent parmi les lieux les plus anciennement peuplés de la région (notamment la présence d’une chapelle du XIIe siècle à Morlange).
Ces cinq hameaux qui formeront après 1789 la commune de Fameck, constituaient les pointes avancées du Barrois, du Luxembourg et de la Lorraine. Dépendait de l’abbaye messine de Saint-Martin et de l’abbaye des prémontrés du Justemont, donc partagé entre Bar et Luxembourg.
Les hameaux de Rémelange et Édange sont rattachés à Fameck en 1790 et les villages de Morlange et Budange le sont en 1810.
En 1817, il y a  361 habitants répartis dans 61 maisons à Fameck ; 331 habitants répartis dans 65 maisons à Budange et 367 habitants répartis dans 66 maisons à Morlange.
La vocation de Fameck, comme celle de la plupart des villages de la région, fut essentiellement agricole.
Après 1870, au moment du « retour à la France » et conjointement au développement de la sidérurgie dans la vallée de la Fensch sous la direction de la famille de Wendel, la situation va changer.
En 2016, la ville de Fameck compte environ 14 000 habitants et elle a surmonté les graves difficultés qui accompagnèrent sa trop rapide croissance. Le nombre des étrangers qui représentent une quarantaine de nationalités, est estimé à 2 680. Après des débuts assez difficiles, il est estimé qu’à Fameck l’intégration s’est faite de manière satisfaisante. La ville est par ailleurs classée en zone de sécurité prioritaire depuis 2012.

## Population et société

### Démographie
population décembre 2013:13283 habitants.
L'évolution du nombre d'habitants est connue à travers les recensements de la population effectués dans la commune depuis 1793. Pour les communes de plus de 10 000 habitants les recensements ont lieu chaque année à la suite d'une enquête par sondage auprès d'un échantillon d'adresses représentant 8 % de leurs logements, contrairement aux autres communes qui ont un recensement réel tous les cinq ans,.

En 2022, la commune comptait 14 759 habitants, en évolution de +5,35 % par rapport à 2016 (Moselle : +0,52 %, France hors Mayotte : +2,11 %).
| 1793 | 1800 | 1806 | 1821  | 1836  | 1841  | 1861  | 1866  | 1871  |
| ---- | ---- | ---- | ----- | ----- | ----- | ----- | ----- | ----- |
| 305  | 275  | 349  | 1 011 | 1 168 | 1 268 | 1 175 | 1 170 | 1 109 |

| 1875  | 1880  | 1885  | 1890  | 1895  | 1900  | 1905  | 1910  | 1921  |
| ----- | ----- | ----- | ----- | ----- | ----- | ----- | ----- | ----- |
| 1 083 | 1 066 | 1 149 | 1 176 | 1 122 | 1 206 | 1 254 | 1 296 | 1 310 |

| 1926  | 1931  | 1936  | 1946  | 1954  | 1962  | 1968   | 1975   | 1982   |
| ----- | ----- | ----- | ----- | ----- | ----- | ------ | ------ | ------ |
| 1 514 | 1 954 | 2 514 | 2 961 | 4 543 | 7 571 | 14 034 | 17 755 | 14 942 |

| 1990   | 1999   | 2006   | 2011   | 2016   | 2021   | 2022   | - | - |
| ------ | ------ | ------ | ------ | ------ | ------ | ------ | - | - |
| 13 922 | 12 635 | 12 441 | 13 082 | 14 010 | 14 798 | 14 759 | - | - |

### Sécurité
La commune est classée depuis 2012 en zone de sécurité prioritaire, avec renforcement des effectifs de la gendarmerie nationale. En effet, la commune « souffre plus
que d’autres d’une insécurité quotidienne et d’une délinquance enracinée » et « connaît depuis quelques années une dégradation importante de ses conditions de sécurité », ce qui a été identifié comme tel par le Ministère de l'Intérieur du Gouvernement Jean-Marc Ayrault, permettant ainsi à ce territoire de bénéficier de gendarmes supplémentaires.

### Sports
- Fensch Vallée Handball (Fameck-Florange-Serémange), créé en 2012[30].
- L'Entente Sportive Fameck (ESF) est un club de football qui évolue actuellement en Division d'Honneur Régionale. Il a atteint l’élite régionale (Division Honneur) en 2009 et a remporté la coupe de Lorraine en 2006.
- L'Association Gymnique Fameckoise (AGF)
- Tout Azimut Fameck (TAF), club de Course d'Orientation créé en 1976, évolue actuellement en nationale 1.
- Club de basket Dukes de Fameck.

## Politique et administration

### Liste des maires
| Période                                  | Période   | Identité         | Étiquette | Qualité |
| ---------------------------------------- | --------- | ---------------- | --------- | --- |
| Les données manquantes sont à compléter. |           |                  |           | |
| 1965                                     | 1969      | Robert Le Louarn |           | |
| 1969                                     | mars 1989 | Roger Claude     |           | |
| mars 1989                                | En cours  | Michel Liebgott  | PS        | Député de la 8e circonscription de la Moselle (1997 → 2017) Conseiller général du canton de Fameck (1992 → 2002) Président de la CA du Val de Fensch (depuis 2014) |

- Les hameaux de Rémelange et Édange furent rattachés à Fameck en 1790.
- Les villages de Morlange et Budange furent rattachés à Fameck en 1810.

### Jumelage
- Schlüchtern (Allemagne) depuis le 15 septembre 2012.
- Raiano (Italie) depuis 2010

## Culture locale et patrimoine

### Lieux et monuments

#### Édifices civils

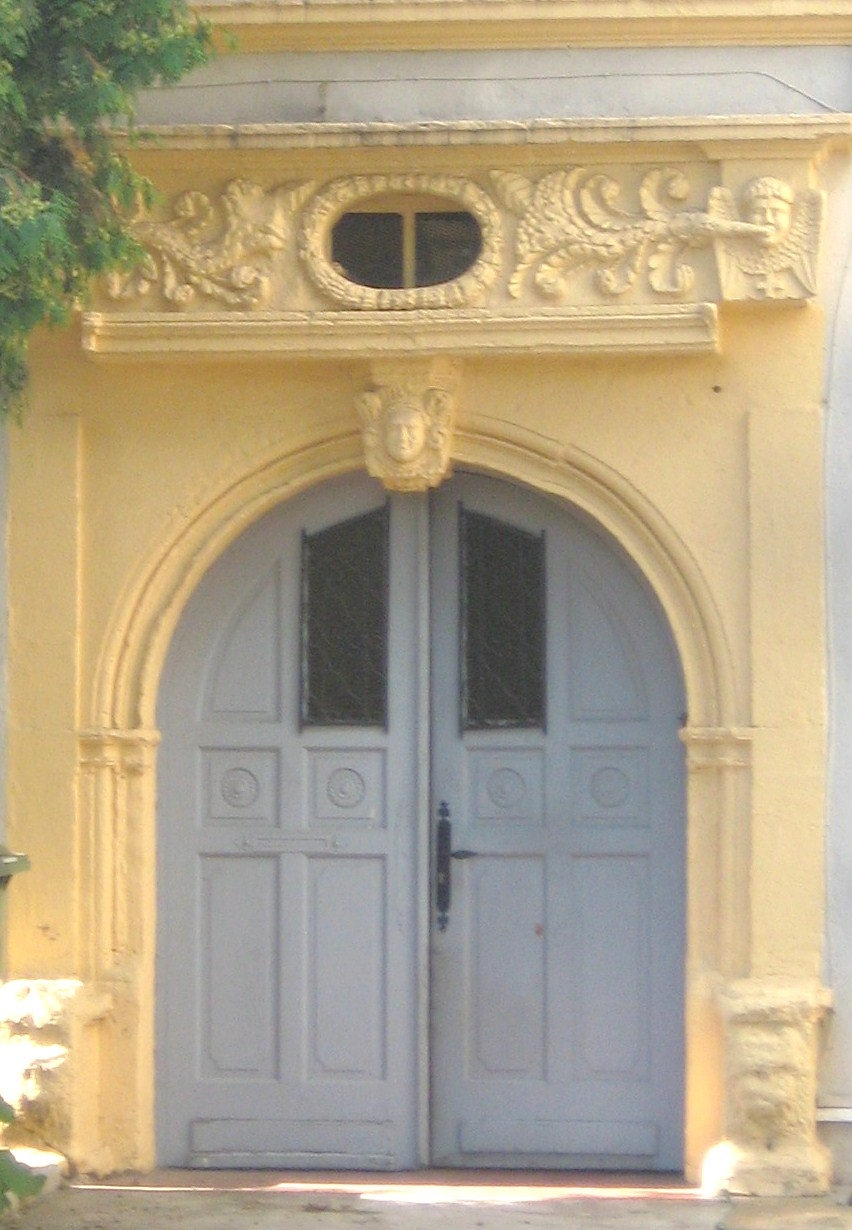
Porte du château de Rémelange.

- Vestiges de l’époque carolingienne.
- Château de Rémelange, XVIe siècle, restauré au XVIIe siècle.

#### Édifices religieux
- Chapelle Saint-Nicolas de Morlange-lès-Rémelange, XIe siècle. La première mention de la chapelle de Morlange remonte à 1188. Destruction en 1266 à la suite de la guerre entre le duc de Bar et le comte de Luxembourg. Restauration en 1610. Destruction en 1635-1636, au cours de la guerre de Trente ans. L’église et le prieuré sont abandonnés. En 1684, la nef est transformée en logement et écurie. En 1688, installation de religieux du Tiers Ordre de Saint-François. Au cours de la Révolution, l’édifice est vendu comme bien national, mais non entretenu. L’arrêté de destruction de 1838 est annulé par Mérimée qui s’attache à la conservation de l’édifice. Restauration en 1850. L'édifice est l'objet d'un classement au titre des monuments historiques par avis de classement du 31 janvier 1845 et par liste en 1846[32].
- Église Saint-Martin de Fameck, 1775 : chœur carré XVe siècle.
- Liste des prêtres officiant à Fameck. 1670. Curé Frémy Cuny. 1684. Curé P D'Avril. 1694. Curé A Reuter. 1695. Curé N Muller. 1710 C Noiret. 1758 Isidore de Metz capucin. 1760 Richard.
- Chapelle Sainte-Anne de Budange, 1838.
- Chapelle Notre-Dame-de-l’Assomption au cité Albert-Bosment, construction métallique XXe siècle.
- Chapelle de Rémelange, construction métallique XXe siècle.
- Salle du Royaume

Édifices religieux
Église Saint-Martin de Fameck.
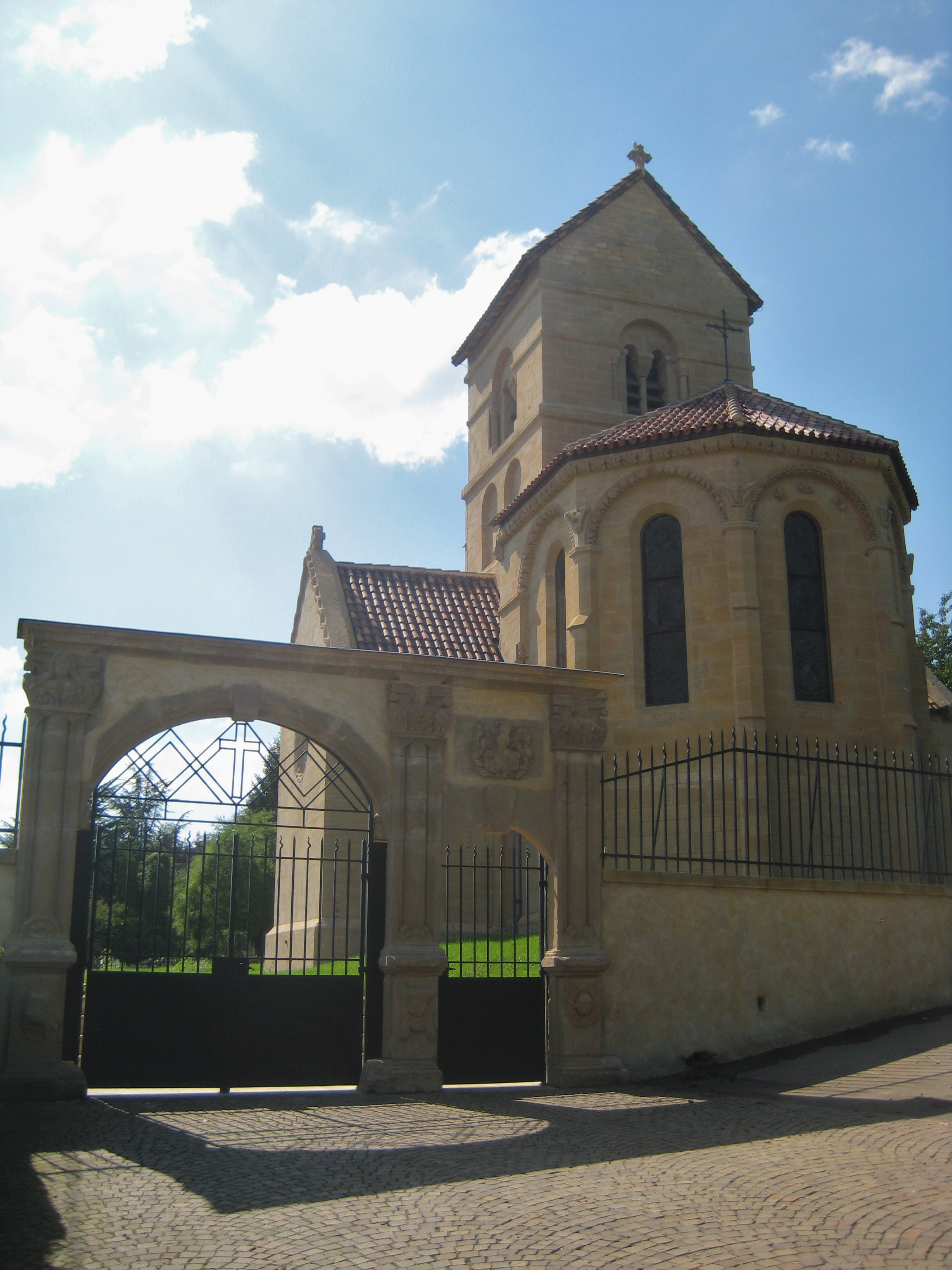
Église de Morlange, prieuré Saint-Nicolas.
Chapelle Sainte-Anne de Budange.
Chapelle au cité Albert Bosment.
Chapelle de Rémelange.
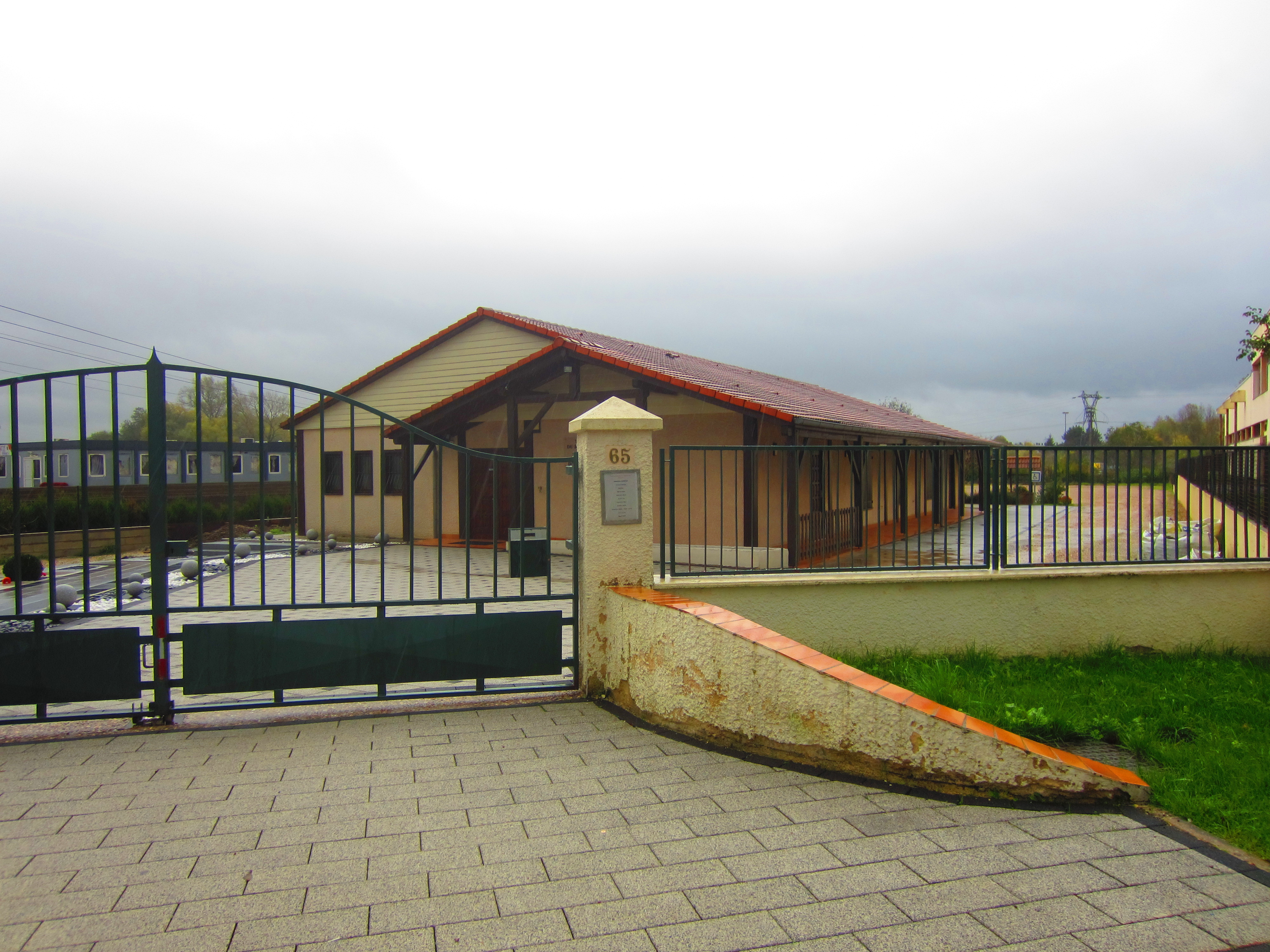
Salle du Royaume (Témoins de Jéhovah).

### Personnalités liées à la commune
- Carmelo Micciche, né le 16 août 1963 à Uckange (Moselle), est un ancien footballeur professionnel français qui occupait une place d'attaquant (ailier ou avant-centre). Il commence sa carrière au FC Metz avec qui il gagne la coupe de France en 1988 avant de la poursuivre dans des clubs comme l'Olympique de Marseille, l'AS Cannes ou encore l'ASNL. Il a en outre 2 sélections en équipe de France.
- Mario Giubilei, né le 30 décembre 1941 et mort le 14 décembre 2016, est un prêtre ouvrier français d'origine italienne qui a consacré sa vie à la jeunesse et aux populations défavorisées de la vallée de la Fensch, en Moselle, France. Il est également connu comme l'un des fondateurs du Festival du Film Arabe de Fameck qu'il a longtemps présidé[1],[2],[3].
- Général Pierre Henry né à Metz (1816/1883), habitant Rémelange après son mariage avec  Anne Terver. Pierre Henry était général de brigade, durant le conflit de 1870 chef d'état-major général du 6ème corps commandé par Canrobert.
- Henry Pierre Paul. Porte-fanion du général de Ladmirault, le maréchal-des-logis Henry, fils du général, fut tué le 16 août 1870 dans une charge de cavalerie au Fond de la Cuve à Mars-la-Tour.
- Ambroise Varnier. Maire de Morlange (1745 / 1758) et signataire du bail emphyteotique de 99 ans de l'édifice de la Chapelle de Morlange et du logement attenant.

### Héraldique
| Blason de Fameck | Blason  | D'azur à l'église romane en tau renversé, terrassée d'argent, accostée en chef de deux croisettes recroisetées au pied fiché d'or. |
| Blason de Fameck | Détails | L'église est la chapelle de Morlange. Fameck faisait partie du duché de Bar, c'est ce qui explique les croix. 1960                 |

### Événements culturels et sportifs
Culturels :
- Festival du film arabe de Fameck
- Le Salon du livre de Fameck

Sportifs :
- Course «La Fameckoise »
- La Course cycliste de la Saint Jean.

C’est depuis près de 30 ans, un rendez-vous important pour les amateurs de vélo. Le dernier samedi de juin, ils sont nombreux à tourner sur la boucle Fameckoise d’Edange, parcourant ainsi, pour les professionnels ou amateurs de haut niveau, 77,5 km.
D’autres parcours sont accessibles à tous, il suffit simplement de venir avec son vélo et l’envie de pédaler. Quatre courses ont lieu successivement pour :
- les non licenciés de moins de 15 ans,
- les licenciés poussins-pupilles et benjamins
- les seniors départementaux
- les seniors 1 – 2 – 3 et juniors